# Will Ospreay
William Peter Charles Ospreay (né le 7 mai 1993 à Rainham (Londres)) est un catcheur (lutteur professionnel) britannique. Il travaille actuellement à la All Elite Wrestling, sous le nom de Will Ospreay.
Il commence sa carrière en Grande-Bretagne principalement à la Revolution Pro Wrestling (RevPro) et à la PROGRESS Wrestling devenant champion incontesté par équipe de la RevPro avec Paul Robinson  et double champion des poids mi-lourds de cette fédération.
Au sein de la PROGRESS, il remporta le championnat du monde de la PROGRESS.
En 2016, il signe un contrat avec la New Japan Pro Wrestling et remporte le tournoi Best of the Super Junior XXIII.

## Jeunesse
Charles est un fan de catch notamment d'Eddie Guerrero ainsi que des catcheurs de la catégorie des poids mi-lourds de la World Championship Wrestling.

## Carrière

### Circuit Indépendant (2012–...)
Il commence sa carrière de catcheur le 1er avril 2012 sous le nom de Dark Britannico. Il fait équipe avec Leon Britannico et battent Metallico and Santeria. Il change de nom de ring peu de temps après pour celui de Will Ospreay.

### PROGRESS Wrestling (2012-...)
Il apparaît pour la première fois à la PROGRESS Wrestling le 24 juin 2012 où il fait équipe avec Alex Esmail et perdent face à James Dahmer et Robbie Sincaide. Le 25 novembre, il participe au tournoi Natural Progression Series où il se fait éliminer dès le premier tour par Mark Andrews.
Le 19 mai 2013 lors de PROGRESS Chapter 7, il perd face à Mark Andrews.
Le 24 juin 2018 lors de PROGRESS Chapter 72, il bat Jordan Devlin.
Le 30 décembre lors de PROGRESS Chapter 82, il gagne avec Paul Robinson contre Kyle Fletcher & Mark Davis et ensemble ils remportent les Progress Tag Team Championships.

### Revolution Pro Wrestling (2013-2022)
Lors de Uprising 2015, il perd contre A.J. Styles dans un Three Way Match qui incluait également Marty Scurll et ne remporte pas le RPW British Heavyweight Championship.
Lors de Summer Sizzler 2016, il bat Pete Dunne et remporte le RPW British Cruiserweight Championship pour la deuxième fois.
Lors de High Stakes 2020, il bat Zack Sabre, Jr. et remporte le RPW British Heavyweight Championship.
Lors de High Stakes 2021, il bat Ricky Knight Jr. dans un match d'unification pour le Undisputed British Heavyweight Championship.
Lors de Uprising 2021, il conserve son titre contre Shota Umino.
Lors de RevPro Ten Year Anniversary Night 1, il conserve son titre contre Mike Bailey. Le lendemain, lors de RevPro Ten Year Anniversary Night 2, il perd son titre contre Ricky Knight Jr., mettant fin à son règne de 919 jours. Il annonce sur Twitter qu'il quitte la RPW et remercie tout le monde.

### Pro Wrestling Guerrilla (2015)
Lors de PWG All Star Weekend 11 - Tag 1, il perd contre Trevor Lee. Lors de PWG All Star Weekend 11 - Tag 2, il perd contre Kenny Omega.

### Total Nonstop Action Wrestling (2016)
Lors du show Xplosion du 13 février, lui et Mandrews perdent contre The Wolves (Davey Richards et Eddie Edwards) et ne remportent pas les TNA World Tag Team Championship. Lors de l'édition d'Impact Wrestling du 8 mars 2016, il perd contre Eric Young dans un King of the Mountain match qui comprenaient également Big Damo, Bram et Jimmy Havoc et ne remporte pas le TNA King Of The Mountain Championship.

### Ring of Honor (2016-2018)

#### Débuts et ROH World Television Champion (2016)
Le 18 novembre, il bat Bobby Fish et remporte le ROH World Television Championship. Le 20 novembre, il perd le titre contre Marty Scurll.
Lors de ROH Death Before Dishonor, il perd contre Jay Lethal et ne remporte pas le titre mondial de la ROH.

### Evolve (2016-2018)
Le 1er avril au Evolve 58, il fait ses débuts à la Evolve en perdant contre Zack Sabre, Jr..

### What Culture Pro Wrestling / Defiant Wrestling (2016-2018)
Lors de Exit Wounds, il perd contre Drew Galloway et ne remporte pas le WCPW World Championship.
Il remporte son combat face à Joe Hendry et affrontera Walter pour le Defiant Internet Championship.

### New Japan Pro-Wrestling (2016-2023)

#### Poursuite du IWGP Junior Heavyweight Championship (2016–2018)

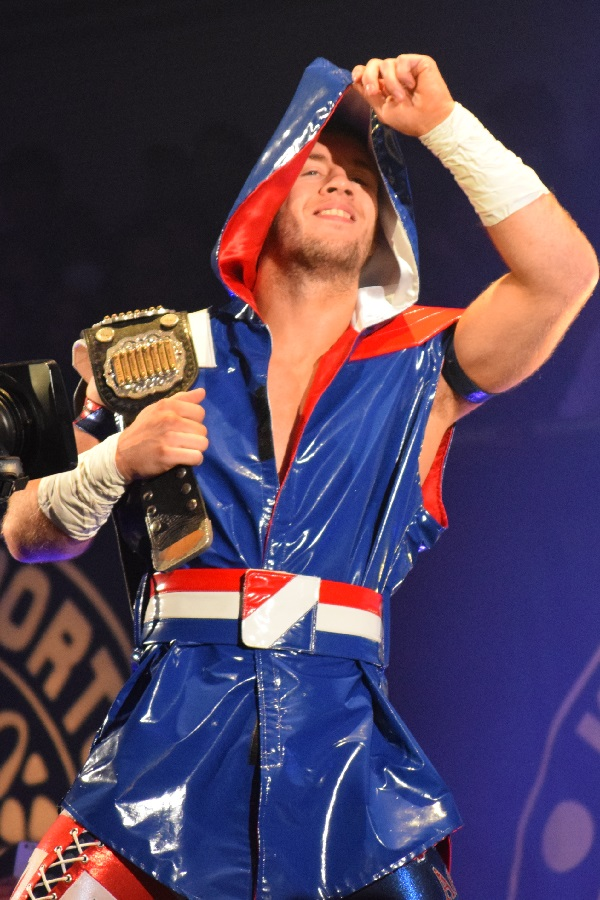
Ospreay en tant que IWGP Junior Heavyweight Champion en novembre 2017

Lors de Invasion Attack 2016, il perd contre Kushida et ne remporte pas le IWGP Junior Heavyweight Championship. Après le match, il a été signalé que la NJPW avait offert à Ospreay un contrat pour devenir un habitué de la fédération. Le 27 avril, il a été rapporté que Ospreay avait signé le contrat. Il participe fin Mai au tournoi Best of the Super Juniors et le 27 mai, il bat Ricochet dans un match qui a reçu une attention considérable dans le monde de la lutte professionnelle, alors que certains comme William Regal ont loué les deux catcheurs, d'autres ont critiqué le match avec la critique la plus notable venant de Big Van Vader, qui a comparé le match à une «routine de gymnastique»,,. Il finit par être premier de son bloc où il remporte quatre victoires pour trois défaites et accède à la finale du tournoi. Le 7 juin, il bat Ryusuke Taguchi en finale et remporte le "Best of the Super Juniors 2016". Lors de Dominion 6.19, il perd contre Kushida et ne remporte pas le IWGP Junior Heavyweight Championship.
Lors de Destruction in Hiroshima, il perd contre  Adam Cole et ne remporte pas le ROH World Championship. Le 8 octobre, lui, Baretta et Rocky Romero perdent contre David Finlay, Ricochet et Satoshi Kojima et ne remportent pas les NEVER Openweight 6-Man Tag Team Championship. Lors de King of Pro-Wrestling 2016, lui, Yoshi-Hashi et Tomohiro Ishii battent Bullet Club (Adam Cole, Bad Luck Fale et Yujiro Takahashi). Lors de Wrestle Kingdom 11, lui, Jado et Yoshi-Hashi perdent un Gauntlet Match au profit de Los Ingobernables de Japón (Bushi, Evil et Sanada) et ne remportent pas les NEVER Openweight 6-Man Tag Team Championship. Lors de The New Beginning In Osaka, il perd contre Katsuyori Shibata et ne remporte pas le RPW British Heavyweight Championship. Lors de King of Pro-Wrestling 2017, il bat Kushida et remporte le IWGP Junior Heavyweight Championship et devient par la même occasion le 1er anglais IWGP Junior Heavyweight Champion,.
Lors de Wrestle Kingdom 12, il bat Marty Scurll, Kushida et Hiromu Takahashi et remporte le IWGP Junior Heavyweight Championship pour la deuxième fois Lors de Strong Style Evolved, il remplace Rey Mysterio pour battre Jushin Thunder Liger. Lors de Sakura Genesis 2018, il conserve son titre contre Marty Scurll. Le 4 mai à Dontaku, il conserve son titre contre KUSHIDA, après le match il est attaqué par Bone Soldier (Taiji Ishimori) le nouveau membre du Bullet Club. Lors de Dominion 2018, il perd son titre contre Hiromu Takahashi.

#### NEVER Openweight Champion (2018–2019)
Lors de Wrestle Kingdom 13, il bat Kōta Ibushi et remporte le NEVER Openweight Championship. Lors de New Year's Resolution, il conserve son titre contre Chris Brookes. Lors de 47th Anniversary Show, il perd contre le IWGP Heavyweight Champion Jay White. Lors de G1 Supercard, il perd son titre contre Jeff Cobb.

#### Retour dans la division Junior Heavyweight (2019–2020)
Lors de Dominion 6.9 In Osaka-Jo Hall, il bat Dragon Lee et remporte le IWGP Junior Heavyweight Championship pour la troisième fois.
Lors de Royal Quest, lui et Robbie Eagles forment l'équipe Birds Of Prey et battent les IWGP Junior Heavyweight Tag Team Champions Bullet Club (El Phantasmo et Taiji Ishimori). Lors de Destruction In Kagoshima, ils perdent contre ces derniers et ne remportent pas les IWGP Junior Heavyweight Tag Team Championship. Lors de King Of Pro Wrestling 2019, il conserve son titre contre El Phantasmo.
Lors de Wrestle Kingdom 14 - Tag 1, il perd son titre contre Hiromu Takahashi.

#### The United Empire, champion du monde poids-lourds, double champion poids-lourds des États-Unis de la IWGP et départ (2020-2024)
Le 16 octobre à G1 Climax, il bat Kazuchika Okada avec l'aide des interventions de Bea Priestley et Great-O-Khan. Après le combat, il effectue un Heel Turn, car il attaque son adversaire et quitte le clan CHAOS pour rejoindre l'United Empire,.
Le 4 janvier 2021 à Wrestle Kingdom 15 - Night 1, il perd face au leader de son ancien clan. Le 21 mars, il remporte la New Japan Cup en battant Shingo Takagi en finale du tournoi, défie Kōta Ibushi pour le titre mondial poids-lourds et porte un Oscutter sur sa propre compagne, Bea Priestley, pour la renvoyer du clan,.  
Le 4 avril à Sakura Genesis, il devient le nouveau champion du monde poids-lourds de la IWGP en battant Kōta Ibushi et remporte le titre pour la première fois de sa carrière,. Un mois plus tard à Wrestling Dontaku 2021 - Night 2, il conserve son titre en rebattant Shingo Takagi. Le 20 mai, en raison d'une blessure à la nuque subie lors du PLE, il est contraint d'abandonner la ceinture, ce qui met fin à un règne de 46 jours.
Le 13 novembre à Battle in the Valley, il fait son retour de blessure après 6 mois d'absence et bat Ren Narita.

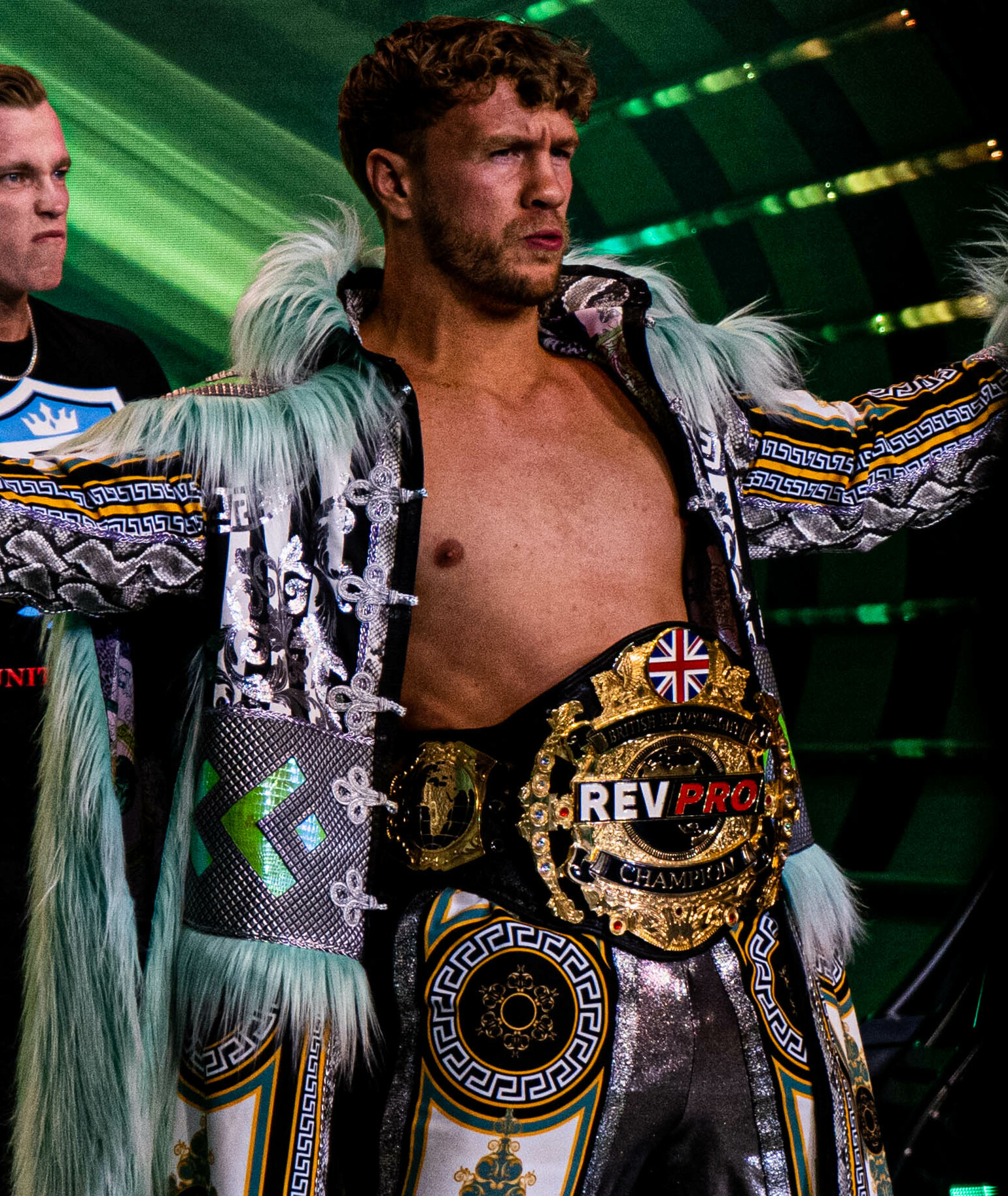
Ospreay en tant que RevPro Undisputed British Heavyweight Champion en juin 2022

Le 4 janvier 2022 à Wrestle Kingdom 16 - Night 1, l'United Empire (Great-O-Khan, Jeff Cobb et lui) bat Los Ingobernables de Japon (Tetsuya Naitō, SANADA et Bushi) dans un 6-Man Tag Team match. Le lendemain à Wrestle Kingdom 16 - Night 2, il ne remporte pas le titre mondial poids-lourds, battu par Kazuchika Okada. Le 1er mars à NJPW 50th Anniversary Show, l'United Empire (Great-O-Khan, Jeff Cobb, Aaron Henare et lui) bat Satoshi Kojima, Yuji Nagata, Kosei Fujita et Yuto Nakashima dans un 8-Man Tag Team match. 
Le 16 avril à Windy City Riot, il perd face à Jon Moxley. Le 14 mai à Capital Collision, il ne remporte pas le titre poids-lourds des États-Unis, battu par Juice Robinson dans un Fatal 4-Way match qui inclut également Hiroshi Tanahashi et Jon Moxley. Le 12 juin à Dominion 6.12 in Osaka-jo Hall, il devient le nouveau champion poids-lourds des États-Unis de la IWGP en battant Sanada et remporte le titre pour la première fois de sa carrière. Quatorze soirs plus tard à Forbidden Door, il conserve son titre en battant Orange Cassidy.
Le 2 août à G1 Climax, il termine premier du groupe D. Le 17 août, il bat Tetsuya Naitō en demi-finale. Le lendemain, il perd le match revanche face à Kazuchika Okada en finale.
Le 5 novembre à Battle Autumn '22, il conserve son titre en rebattant Tetsuya Naitō. Quinze soirs plus tard à Historic X-over, il conserve son titre en battant Shota Umino.
Le 4 janvier 2023 à Wrestle Kingdom 17 - Night 1, il ne conserve pas sa ceinture, battu par Kenny Omega, ce qui met fin à un règne de 206 jours. Un mois plus tard à The New Beginning in Sapporo - Night 1, il bat Taichi. Le lendemain à The New Beginning in Sapporo - Night 2, l'United Empire (Great-O-Khan, Francesco Akira, TJP et lui) bat Just 4 Guys (Taka Michinoku, Douki, Yoshinobu Kanemaru et Taichi) dans un 8-Man Tag Team match. Le 6 mars à NJPW 51st Anniversary Show, Kyle Fletcher, Mark Davis et lui perdent face à Satoshi Kojima, Tama Tonga et Toru Yano dans un 6-Man Tag Team match.
Le 21 mai à Resurgence, il bat Hiroshi Tanahashi en demi-finale du tournoi qui déterminera l'aspirant no 1 au titre poids-lourds des États-Unis. Le 4 juin à Dominion 6.4 in Osaka-jo Hall, il remporte le tournoi en battant Lance Archer en finale. Vingt-et-un soirs plus tard à Forbidden Door, il redevient champion poids-lourds des États-Unis, pour la seconde fois, en prenant sa revanche sur Kenny Omega.
Le 24 septembre à Destruction in Kobe, il conserve son titre en battant Yota Tsuji. 
Le 14 octobre à Royal Quest III, il conserve son titre en battant Zack Sabre Jr. Le 4 novembre à Power Struggle, il effectue un Face Turn et conserve son titre en rebattant Shota Umino. Le 11 décembre, sa ceinture est désactivée pour laisser place au IWGP Global Heavyweight Championship, ce qui met fin à un règne de 169 jours.
Le 4 janvier 2024 à Wrestle Kingdom 18, il ne devient pas le premier champion poids-lourds Global de la IWGP, battu par David Finlay dans un Triple Threat match qui inclut également Jon Moxley. Neuf soirs plus tard à Battle in the Valley, il dispute son dernier match dans la fédération, mais reperd face à Kazuchika Okada.

### All Elite Wrestling (2023-...)

#### Débuts, diverses rivalités et double champion International (2023-...)
Le 16 juin à Rampage, il fait ses débuts à la All Elite Wrestling, dispute son premier match aux côtés de l'United Empire et ensemble, les trois catcheurs battent CHAOS dans un Trios match. 
Le 27 août à All In, il bat Chris Jericho.
Le 1er octobre à WrestleDream, la Don Callis Family (Konosuke Takeshita, Sammy Guevara et lui) bat Golden☆Lovers (Kenny Omega et Kōta Ibushi) et The Ocho dans un Trios match. Le 18 novembre à Full Gear, il signe officiellement pour 3 ans avec la compagnie.
Le 3 mars 2024 à Revolution, il bat son partenaire japonais.
Le 21 avril à Dynasty, il bat Bryan Danielson. Le 26 mai à Double or Nothing, il devient le nouveau champion International en battant Roderick Strong et remporte le titre pour la première fois de sa carrière. Le 30 juin à Forbidden Door, il ne remporte pas le titre mondial, battu par Swerve Strickland, et subit sa première défaite.
Le 17 juillet à Dynamite 250, il ne conserve pas sa ceinture, battu par MJF, ce qui met fin à un règne de 52 jours. Le 25 août à All In, il redevient champion International, pour la seconde fois, en prenant sa revanche sur son même adversaire. Treize soirs plus tard à All Out, il conserve son titre en battant PAC.
Le 12 octobre à WrestleDream, il ne conserve pas sa ceinture, battu par Kōnosuke Takeshita qui prend sa revanche sur lui dans un 3-Way match qui inclut également Ricochet, ce qui met fin à un règne de 48 jours. Pendant le combat, Kyle Fletcher effectue un Heel Turn et se retourne contre lui. Le 23 novembre à Full Gear, il perd face à son ancien protégé. Le 28 décembre à Worlds End, il prend sa revanche sur son même adversaire en demi-finale du tournoi AEW Continental Classic, mais ne remporte pas le titre Continental, battu par Kazuchika Okada en finale.
Le 9 mars 2025 à Revolution, il rebat Kyle Fletcher dans un Steel Cage match.
Le 25 mai à Double or Nothing, il ne devient pas aspirant no 1 au titre mondial à All In: Texas, battu par "Hangman" Adam Page en finale du tournoi Owen Hart Foundation. Après le combat, les deux catcheurs échangent une poignée de mains.
Le 12 juillet à All In, Swerve Strickland et lui battent les Young Bucks et font perdre leurs postes de vice-présidents exécutifs à leurs adversaires. 5 jours plus tard, il souffre d'une blessure de nature inconnue et doit s'absenter pour une durée indéterminée.

## Palmarès
- All Elite Wrestling
  - 2 fois champion International

- Future Pro Wrestling

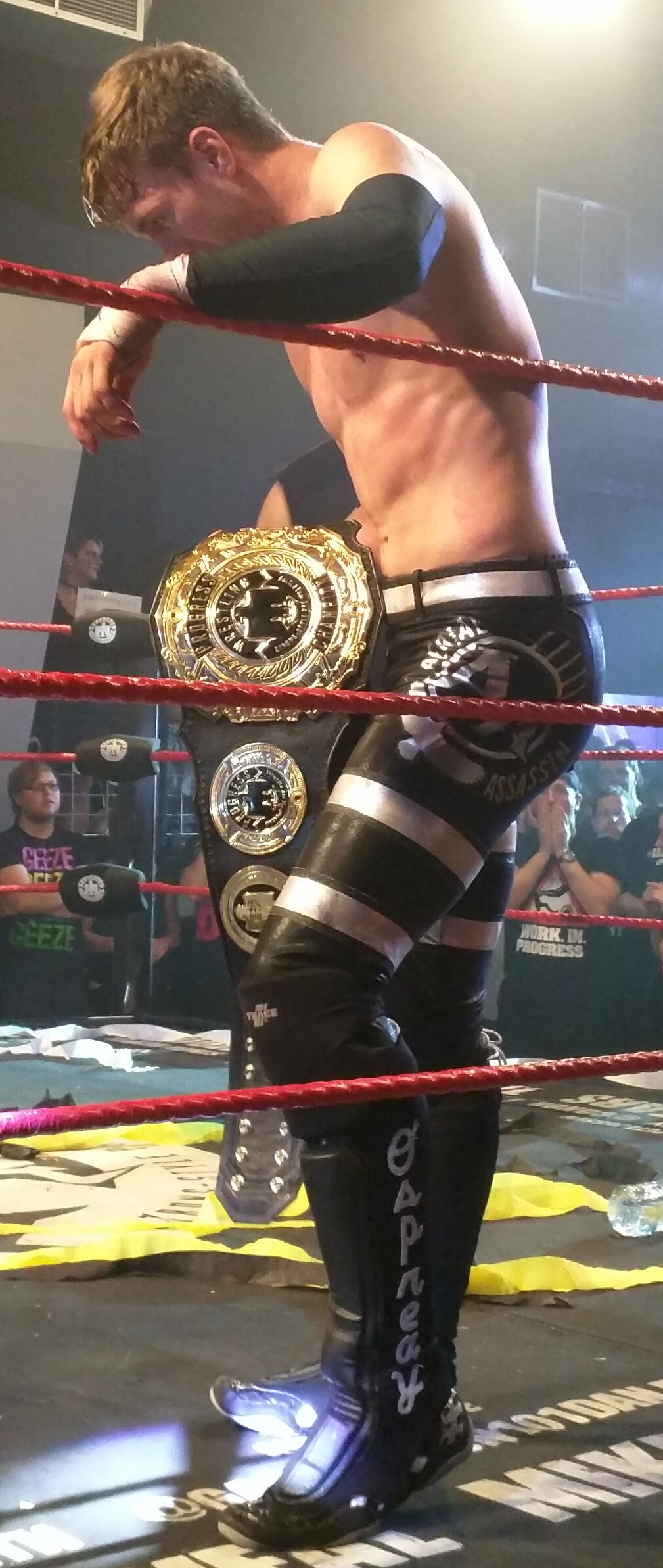
Ospreay en tant que Progress Wrestling Champion

  - 1 fois FPW Tag Team Championship - avec Paul Robinson

- Lucha Britannia
  - 2 fois Lucha Britannia World Championship

- Melbourne City Wrestling
  - 1 fois MCW Intercommonwealth Championship

- New Japan Pro Wrestling
  - 1 fois IWGP World Heavyweight Championship
  - 2 fois IWGP United States Heavyweight Championship
  - 3 fois IWGP Junior Heavyweight Championship
  - 1 fois NEVER Openweight Championship
  - Best of the Supers Juniors (2016, 2019)
  - New Japan Cup (2021)

- Progress Wrestling
  - 1 fois Progress Championship
  - 1 fois Progress Tag Team Championship avec Paul Robinson
  - Super Strong Style 16 (2015)
  - Thunderbastard (2014)[104]

- Pro Wrestling Chaos
  - 1 fois British Triangle Championship avec Paul Robinson et Scott Wainwright (actuel)[105]

- Reloaded Championship Wrestling Alliance
  - 1 fois RCWA Elite-1 Championship[106]

- Revolution Pro Wrestling
  - 1 fois RevPro Undisputed British Heavyweight Championship
  - 2 fois RPW British Cruiserweight Championship
  - 1 fois RPW Undisputed British Tag Team Championship avec Paul Robinson

- Ring of Honor
  - 1 fois ROH World Television Champion

- Southside Wrestling Entertainment
  - 2 fois SWE Speed King Championship

- Warrior Wrestling
  - 1 fois Warrior Wrestling Champion

- What Culture Pro Wrestling
  - 1 fois WCPW Tag Team Championship avec Scott Wainwright[107]
  - Defiant Wrestling Award du match de l'année (2017) vs Drew Galloway le 6 mars
- One Pro Wrestling
  - 1 fois 1PW World Heavyweight Champion

## Récompenses des magazines
- Pro Wrestling Illustrated

| Année | 2016 | 2017 | 2018 | 2019 | 2020 | 2021 | 2022 | 2023 | 2024 |
| ----- | ---- | ---- | ---- | ---- | ---- | ---- | ---- | ---- | ---- |
| Rang  | 16   | 21   | 12   | 10   | 21   | 7    | 27   | 17   | 3    |

- Wrestling Observer Newsletter

| #  | Résultat | Adversaire                                                                    | Évènement                                   | Date              | Durée | Lieu                                                | Notes |
| -- | -------- | ----------------------------------------------------------------------------- | ------------------------------------------- | ----------------- | ----- | --------------------------------------------------- | --- |
| 1  | Victoire | Mount Rushmore 2.0 (Adam Cole, Matt Jackson et Nick Jackson)                  | PWG Battle Of Los Angeles 2016 - Tag 2      | 3 septembre 2016  | 20:06 | American Legion Post #308, Reseda, Californie       | Il s'agit d'un match par équipe de six sans enjeu. Ospreay faisait équipe avec Matt Sydal et Ricochet.                                                                                         |
| 2  | Défaite  | Kushida                                                                       | NJPW Best Of The Super Junior XXIV - Tag 14 | 3 juin 2017       | 27:59 | Yoyogi National Gymnasium #2, Tokyo                 | En finale du tournoi Best of the Supers Juniors. |
| 3  | Victoire | Marty Scurll                                                                  | Sakura Genesis 2018                         | 1er avril 2018    | 30:44 | Ryogoku Kokugikan, Tokyo                            | Le titre de Champion Poids Lourd Junior IWGP d'Ospreay est en jeu. |
| 4  | Défaite  | Golden☆Lovers (Kenny Omega et Kōta Ibushi)                                    | NJPW Road To Tokyo Dome - Tag 2             | 15 décembre 2018  | 28:46 | Korakuen Hall, Tokyo                                | Il s'agit d'un match par équipe sans enjeu. Ospreay faisait équipe avec Hiroshi Tanahashi. |
| 5  | Victoire | Bandido                                                                       | NJPW Best Of The Super Junior XXVI - Tag 8  | 23 mai 2019       | 18:03 | Korakuen Hall, Tokyo                                | . |
| 6  | Victoire | Shingo Takagi                                                                 | NJPW Best Of The Super Junior XXVI - Tag 15 | 5 juin 2019       | 33:36 | Ryogoku Kokugikan, Tokyo                            | En finale du tournoi Best of the Supers Juniors. Ce match obtient la note de cinq étoiles trois quart.                                                                                         |
| 7  | Victoire | Dragon Lee                                                                    | NJPW Dominion 6.9 In Osaka-Jo Hall          | 9 juin 2019       | 20:07 | Osaka Jo Hall, Osaka                                | Le titre de Champion Poids Lourd Junior IWGP de Lee est en jeu. |
| 8  | Défaite  | Kōta Ibushi                                                                   | NJPW G1 Climax 2019 - Tag 5                 | 18 juin 2019      | 27:16 | Korakuen Hall, Tokyo                                | |
| 9  | Défaite  | Kazuchika Okada                                                               | NJPW G1 Climax 2019 - Tag 7                 | 20 juin 2019      | 21:56 | Korakuen Hall, Tokyo                                | Ce match obtient la note de cinq étoiles trois quart. |
| 10 | Défaite  | Hiromu Takahashi                                                              | Wrestle Kingdom 14 In Tokyo Dome - Tag 1    | 4 janvier 2020    | 24:33 | Tokyo Dome, Tokyo                                   | Le titre de Champion Poids Lourd Junior IWGP d'Ospreay est en jeu (Le match a été noté 5.5).                                                                                                   |
| 11 | Victoire | Zack Sabre, Jr.                                                               | RevPro High Stakes 2020                     | 14 février 2020   | 29:12 | York Hall, Londres                                  | Le titre de Champion Poids Lourd Britannique RPW de Sabre,Jr est en jeu. |
| 12 | Défaite  | Shingo Takagi                                                                 | NJPW G1 Climax 2020 - Tag 5                 | 27 septembre 2020 | 22:03 | World Hall, Kobe, Hyogo                             | . |
| 13 | Défaite  | Kazuchika Okada                                                               | Wrestle Kingdom 15 In Tokyo Dome - Tag 1    | 4 janvier 2021    | 35:41 | Tokyo Dome, Tokyo                                   | Le match a été noté 5.25. |
| 14 | Victoire | Zack Sabre, Jr.                                                               | New Japan Cup 2021 - Tag 8                  | 14 mars 2021      | 21:23 | Amagasaki Memorial Park Gymnasium, Amagasaki, Hyōgo | . |
| 15 | Victoire | Shingo Takagi                                                                 | New Japan Cup 2021 - Tag 13                 | 21 mars 2021      | 30:06 | Sendai, Miyagi, Xebio Arena Sendai                  | En finale de la New Japan Cup. Ce match obtient la note de 5.5. |
| 16 | Victoire | Shingo Takagi                                                                 | Wrestling Dontaku 2021 - Tag 2              | 4 mai 2021        | 44:53 | Fukuoka, Fukuoka Convention Center                  | Le IWGP World Heavyweight Championship d'Ospreay était en jeu. Ce match obtient la note de six étoiles.                                                                                        |
| 17 | Défaite  | Kazuchika Okada                                                               | Wrestle Kingdom 16 In Tokyo Dome - Tag 2    | 5 janvier 2022    | 32:52 | Tokyo Dome, Tokyo                                   | Le Championnat Du Monde Poids Lourds IWGP de Okada était en jeu. Le match a été noté 5.75. |
| 18 | Victoire | Michael Oku                                                                   | RevPro High Stakes 2022                     | 29 janvier 2022   | 41:10 | York Hall (en), Londres                             | Le Champion Poids Lourd Britannique Undisputé De La RevPro de Ospreay était en jeu,. |
| 19 | Défaite  | Zack Sabre, Jr.                                                               | New Japan Cup 2022 - Tag 13                 | 21 mars 2022      | 23:04 | Aore Nagaoka, Nagaoka, Niigata                      | . |
| 20 | Défaite  | Shingo Takagi                                                                 | NJPW G1 Climax 32 - Tag 12                  | 6 août 2022       | 21:55 | EDION Arena Osaka, Osaka                            | Le match a été noté 5.5. |
| 21 | Défaite  | Kazuchika Okada                                                               | NJPW G1 Climax 32 - Tag 20                  | 18 août 2022      | 33:53 | Nippon Budokan, Tokyo                               | En finale du tournoi G1 Climax. Le match a été noté 5.75. |
| 22 | Défaite  | Ricky Knight Jr.                                                              | RevPro Ten Year Anniversary - Tag 2         | 21 août 2022      | 32:46 | York Hall (en), Londres                             | Le Champion Poids Lourd Britannique Undisputé De La RevPro de Ospreay était en jeu. |
| 23 | Victoire | Death Triangle (The Lucha Brothers (Penta El Zero Miedo et Rey Fénix) et PAC) | AEW Dynamite #151                           | 24 août 2022      | 25:22 | Wolstein Center, Cleveland, Ohio                    | Il s'agit d'un match par équipe de six comptant dans le tournoi pour déterminer les premiers AEW World Trios Champions. Ospreay faisait équipe avec Aussie Open (Kyle Fletcher et Mark Davis). |
| 24 | Victoire | Tetsuya Naitō                                                                 | NJPW Battle Autumn 2022 - Tag 16            | 5 novembre 2022   | 30:07 | EDION Arena Osaka, Osaka                            | Le titre de Champion Poids Lourds des États-Unis de l'IWGP d'Ospreay est en jeu. |
| 25 | Défaite  | Kenny Omega                                                                   | Wrestle Kingdom 17 in Tokyo Dome            | 4 janvier 2023    | 34:38 | Tokyo Dome, Tokyo                                   | Le titre de Champion Poids Lourd des États-Unis de l’IWGP d’Ospreay était en jeu. Ce match obtient la note de six étoiles un quart.                                                            |
| 27 | Victoire | Kenny Omega                                                                   | Forbidden Door 2023                         | 25 juin 2023      | 39:45 | Scotiabank Arena, Toronto, Ontario                  | Le titre de Champion Poids Lourd des États-Unis de l’IWGP d’Omega était en jeu. Ce match obtient la note de six étoiles.                                                                       |
| 28 | Défaite  | Tetsuya Naitō                                                                 | G1 Climax 33 Night 18                       | 12 août 2023      | 29:58 | Ryogoku Kokugikan, Tokyo                            | En demi-finale du tournoi G1 Climax. Le match a été noté 6 étoiles. |
| 29 | Victoire | Yota Tsuji                                                                    | Destruction in Kobe (2023)                  | 24 septembre 2023 | 27:51 | Kobe World Memorial Hall, Kobe                      | Le titre de Champion Poids Lourd des États-Unis de l’IWGP d’Ospreay était en jeu. |
| 30 | Victoire | Zack Sabre, Jr.                                                               | Royal Quest III                             | 14 octobre 2023   | 31:19 | Copper Box Arena, Londres                           | Le titre de Champion Poids Lourd des États-Unis de l’IWGP d’Ospreay était en jeu. Ce match obtient la note de 5 étoiles trois quarts.                                                          |
| 31 | Victoire | Mike Bailey                                                                   | Bound for Glory 2023                        | 21 octobre 2023   | 17:58 | Cicero Stadium, Cicero, Illinois                    | Le match a été noté 5 étoiles un quart. |
| 32 | Victoire | Shota Umino                                                                   | Power Struggle 2023                         | 4 novembre 2023   | 40:16 | Osaka Prefectural Gymnasium, Osaka                  | Le titre de Champion Poids Lourd des États-Unis de l’IWGP d’Ospreay était en jeu. Ce match obtient la note de 5 étoiles trois quarts.                                                          |

## Vie privée
Il est actuellement en couple avec la catcheuse indépendante britannique, Alex Windsor.